# Midyat (district)
Midyat (Aramees: ܡܕܝܕ, Mëḏyaḏ) is een Turks district in de provincie Mardin en telde eind 2019 zo'n 114.763 inwoners. Het district heeft een oppervlakte van 1054,3 km². De hoofdplaats is de stad Midyat.

## Bevolking
De bevolkingsontwikkeling van het district is weergegeven in onderstaande tabel. Tussen 1965 en 2019 nam de bevolking met ruim 50.000 personen toe. Deze bevolkingsgroei komt uitsluitend voor rekening van de stad Midyat, aangezien de nabijgelegen dorpen met een intensieve bevolkingsafname kampen.
| Jaar | Totaal  | Stedelijk | Ruraal |
| ---- | ------- | --------- | ------ |
| 1965 | 64.244  | 10.391    | 53.853 |
| 1970 | 70.310  | 12.987    | 57.323 |
| 1975 | 80.978  | 16.905    | 64.073 |
| 1980 | 84.625  | 19.951    | 64.674 |
| 1985 | 89.038  | 22.169    | 66.869 |
| 1990 | 72.929  | 29.569    | 43.360 |
| 2000 | 128.085 | 56.669    | 71.416 |
| 2010 | 106.848 | 55.615    | 51.233 |
| 2019 | 114.763 | 77.937    | 36.826 |

## Indeling
De provincie Mardin heeft krachtens wet nr. 6360 de status van grootstedelijke gemeente (Turks: büyükşehir belediye) hebben, waardoor de dorpen in deze provincie sinds 2013 de status van 'mahalle' hebben gekregen (Turks voor stadswijk).

### Beldeler(Gemeenten)
Acırlı • Çavuşlu • Gelinkaya • Söğütlü • Şenköy • Yolbaşı

### Köyler (Dorpen)
Adaklı • Altıntaş • Anıtlı • Bağlarbaşı • Bardakçı • Barıştepe • Beth Kustan • Başyurt • Budaklı • Çaldere • Çalpınar • Çamyurt • Çandarlı • Çayırlı • Danışman • Doğançay • Doğanyazı • Dolunay • Düzgeçit • Düzoba • Eğlence • Elbeğendi • Gülgöze • Gülveren • Güngören • Güven • Hanlar • Harmanlı • İkizdere • İzbırak • Kayabaşı • Kayalar • Kayalıpınar • Kutlubey • Mercimekli • Narlı • Ortaca • Otlukköy • Ovabaşı • Oyuklu • Pelitli • Sarıkaya • Sarıköy • Sivrice • Taşlıburç • Tepeli • Toptepe • Tulgalı • Üçağıl • Yayvantepe • Yemişli • Yenice • Yeşilöz • Yuvalı • Ziyaret